# Christian Griesinger
Christian Griesinger (* 5. April 1960 in Ulm) ist ein deutscher Chemiker.

## Leben
Christian Griesinger begann nach dem in Ulm bestandenen Abitur 1979 mit den Studien der Chemie und der Physik an der Johann-Wolfgang-Goethe-Universität in Frankfurt. Er wurde 1986 als akademischer Schüler von Horst Kessler in Chemie promoviert. Anschließend ging er als Post-Doktorand an die ETH Zürich zum Nobelpreisträger Richard Ernst. Im Jahr 1991 wurde er auf eine C4-Professur für Organische Chemie an die Universität Frankfurt berufen und war damit im Alter von 30 Jahren der zu diesem Zeitpunkt jüngste Hochschulprofessor Deutschlands. Seit 1999 ist er Direktor am Max-Planck-Institut für biophysikalische Chemie in Göttingen. Daneben ist er Honorarprofessor an der Georg-August-Universität Göttingen.

## Forschung
Die Arbeitsgruppe von Christian Griesinger beschäftigt sich mit der Anwendung und Methodenentwicklung der Kernspinresonanzspektroskopie für biologische und pharmakologische Probleme. Es wurden empfindlichkeitsverstärkte Sequenzen, Sequenzen zur Messung von Kopplungskonstanten und neue Parameter wie die kreuzkorrelierte Relaxation entwickelt. Daneben wurden Enzymmechanismen aufgeklärt und Strukturuntersuchungen an Proteinen, RNA und biomolekularen Komplexen vorgenommen. 

## Auszeichnungen und Mitgliedschaften
- 1996 erhielt er mit Gerhard Quinkert und Ernst Egert den Literaturpreis des Fonds der Chemischen Industrie für das Buch Aspekte der Organischen Chemie.
- Arnold-Sommerfeld-Preis, 1997
- Gottfried-Wilhelm-Leibniz-Preis, Deutsche Forschungsgemeinschaft, 1998
- Otto-Bayer-Preis, 2003
- Ordentliches Mitglied der Akademie der Wissenschaften zu Göttingen (seit 2007)[3]
- Mitglied der Leopoldina, seit 2008[4]
- Korrespondierendes Mitglied der Bayerischen Akademie der Wissenschaften (2014)[5]

## Schriften
- mit Gerhard Quinkert, Ernst Egert: Aspekte der Organischen Chemie, Verlag Helvetica Chimica Acta 1995, 1996